# Димитър Капсаров
Димитър Капсаров или Капцаров е български униатски духовник и общественик.

## Биография
Роден е в гевгелийското село Сехово. Преподава в Солунската българска католическа семинария в Зейтинлъка. След Междусъюзническата война в 1913 година емигрира в България. На 12 юли 1922 година е съосновател на Македонската католическа лига. В 1929 - 1930 година отец Капсаров е председател на лигата, а в 1933 - 1934 - неин подпредседател. В 1929 - 1930 година и 1933 - 1935 година е свещеник в енорията „Успение Богородично“ в Делчево.